# Théorie des degrés de qualité
Pour les articles homonymes, voir Degré.

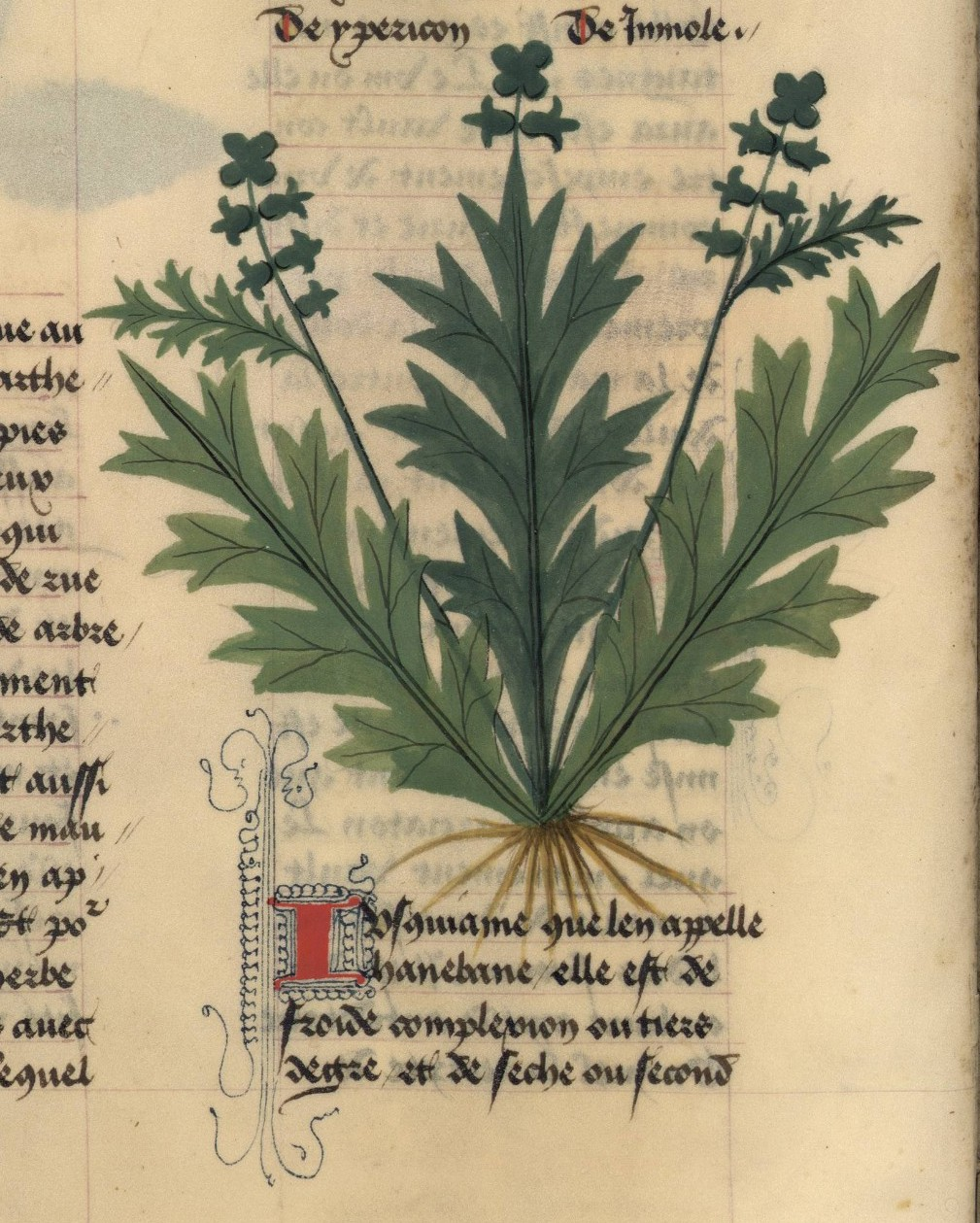
Dans cet exemplaire du Livre des simples médecines, la Jusquiame noire est présentée comme froide au troisième degré et sèche au second.

La théorie des degrés de qualité était l'une des bases de la pharmacologie médiévale. Complémentaire de la théorie des humeurs héritée des grecs Hippocrate et Galien, elle a été formalisée par les médecins arabes puis transmise à l'Occident chrétien par les traductions de Constantin l'Africain et Gérard de Crémone, et diffusée notamment par l'école de Salerne. Elle s'appliquait à classer chaque substance médicamenteuse selon un système de quatre qualités (chaud ou froid, sec ou humide) possédant à leur tour quatre degrés d’intensité progressifs selon l’effet produit sur un corps sain.

## Développement
Si Galien avait déjà distingué au IIe siècle des niveaux d'intensité variable des qualités élémentaires des remèdes, l'application mathématique du système des degrés est surtout développée aux IXe et Xe siècles par Al-Kindi, puis Ibn Al Jazzar. Les théories de ces deux savants arabes ont été traduites en latin respectivement par Gérard de Crémone (XIIe siècle) et Constantin l'Africain (XIe siècle) sous les titres homonymes de De gradibus (« Au sujet des degrés »),.

## Postulat
Selon une conception physique très ancienne, le monde est constitué de quatre éléments (l'air, le feu, l'eau et la terre) eux-mêmes issus de l'union à la matière de quatre qualités : chaud, froid, sec et humide. Ce schéma est appliqué à la physiologie par Hippocrate, puis systématisé par Galien dans la théorie des humeurs : le sang (homologue de l'air) est humide et chaud, la bile (homologue du feu) est chaude et sèche, l'atrabile (homologue de la terre) est sèche et froide, et le phlegme (homologue de l'eau) est froid et humide. Le corps humain est constitué de ces quatre humeurs, dont le déséquilibre crée la maladie, et toute la thérapeutique consiste à rejoindre l'équilibre.
La théorie des degrés ajoute une notion d'intensité des quatre qualités du systèmes des humeurs. Chaque maladie, tout comme chaque médicament, peut ainsi être chaud, froid ou humide au premier, au second, au troisième ou au quatrième degré. Face à une maladie chaude à un certain degré, le médecin doit donc appliquer un remède de la qualité opposée, c'est-à-dire un médicament froid d'un degré permettant de retrouver l'équilibre. L'art thérapeutique devient ainsi un calcul mathématique précis, qui se complique lorsqu'il faut combiner plusieurs simples et déterminer le degré du médicament composé.